# Les ones
Les ones (títol original en anglès: The Waves) és una novel·la de Virginia Woolf de 1931, traduïda al català per Maria-Antònia Oliver. Es considera la seva obra més experimental, i consta de soliloquis parlats pels sis personatges del llibre: Bernard, Susan, Rhoda, Neville, Jinny i Louis. També és important Percival, el setè personatge, tot i que els lectors mai no el senten parlar amb la seva pròpia veu. Els soliloquis que abasten la vida dels personatges estan dividits per nou breus interludis en tercera persona que detallen una escena costanera en diferents etapes d'un dia, des de la sortida del sol fins al capvespre.
A mesura que els sis personatges o "veus" parlen, Woolf explora els conceptes d'individualitat, ego i comunitat. Cada personatge és diferent, però, alhora, componen (com va dir Ida Klitgård) una Gestalt sobre una consciència central silenciosa.
En una enquesta del 2015 realitzada per la BBC, Les ones va ser votada com la 16a millor novel·la britànica mai escrita.

## Argument
La novel·la segueix els seus sis narradors (Bernard, Louis, Neville, Jinny, Susan i Rhoda) des de la infància fins a la vida adulta. L'autora es preocupa per la consciència individual i les maneres en què les consciències múltiples poden teixir-se juntes.

## Estil
La dificultat d'assignar un gènere a aquesta novel·la es complica pel fet que Les ones difumina les distincions entre la prosa i la poesia, permetent que la novel·la flueixi entre sis monòlegs interiors no diferents. El llibre també descompon les fronteres entre les persones, i Woolf va escriure en el seu diari que els sis no eren "personatges" separats, sinó facetes de la consciència il·luminant un sentit de continuïtat. Fins i tot el terme "novel·la" pot no descriure amb precisió la forma complexa de les ones com es descriu en la biografia literària de Woolf de Julia Briggs (An Inner Life, Allen Lane, 2005). Woolf no la considerava una novel·la sinó un "playpoem".
El llibre explora el paper dels "ethos de l'educació masculina" en la formació de la vida pública, i inclou escenes d'alguns dels personatges que experimenten la intimidació durant els seus primers dies a l'escola.

## Recepció
Marguerite Yourcenar va traduir Les ones al francès durant un període de deu mesos el 1937; va conèixer l'autora durant aquest període i va escriure: "No crec que cometi cap error... quan poso Virginia Woolf entre els quatre o els cinc grans virtuosos de la llengua anglesa i entre els rars novel·listes contemporanis les obres dels quals tenen alguna oportunitat de durar més de deu anys".
Tot i que Les ones no és una de les obres més famoses de Virginia Woolf, és molt apreciada. L'erudit literari Frank N. Magill la va classificar com un dels 200 millors llibres de tots els temps en el seu llibre de referència, Masterpieces of World Literature ("Obres mestres de la literatura mundial"). A The Independent, l'autora britànica Amy Sackville va escriure que "com a lectora, com a escriptora, torno constantment, pel lirisme del mateix, per la malenconia, la humanitat".
La directora de teatre Katie Mitchell, que va adaptar Les ones per a l'escenari, va denominar l'obra "fascinant […] el propòsit de Woolf és que els esdeveniments significatius i duradors de les nostres vides són petits i insignificants als ulls del món exterior".